# Déclaration franco-allemande

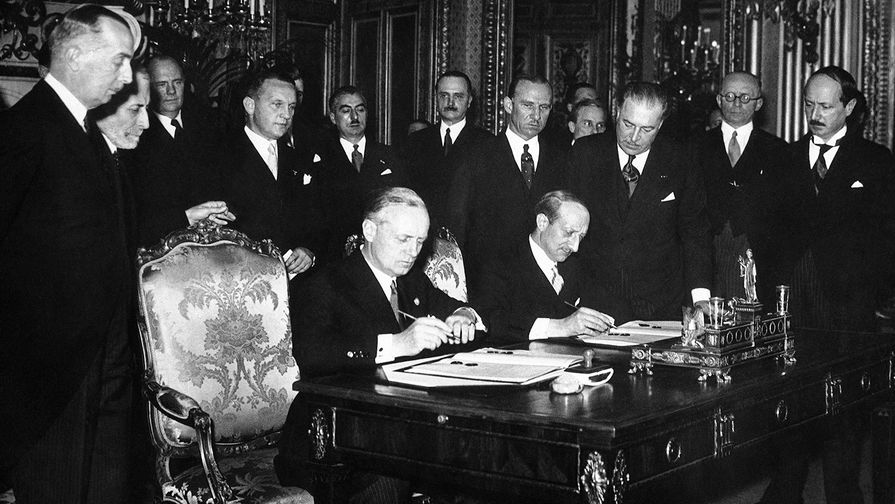
Georges Bonnet et Joachim von Ribbentrop signant la déclaration

La Déclaration franco-allemande (également connue comme déclaration Bonnet-Ribbentrop, accord franco-allemand, pacte Bonnet-Ribbentrop ou, à l'époque, pacte de Paris) est un accord diplomatique signé le 6 décembre 1938 à Paris, par les ministres des Affaires étrangères allemand, Joachim von Ribbentrop, et français, Georges Bonnet,,,. Garantissant le respect de la frontière entre la France et l'Allemagne, il a souvent été cité par la suite par l'Allemagne comme reconnaissant l'Europe de l'Est comme sa sphère d'influence (ce que son texte ne dit pas).